# Volanice
Volanice är en ort i Tjeckien. Den ligger i den centrala delen av landet, 70 km öster om huvudstaden Prag. Volanice ligger 265 meter över havet och antalet invånare är 228.
Terrängen runt Volanice är platt, och sluttar söderut.Runt Volanice är det ganska tätbefolkat, med 124 invånare per kvadratkilometer. Närmaste större samhälle är Jičín, 11,8 km norr om Volanice. Trakten runt Volanice består till största delen av jordbruksmark.